# Lorelei

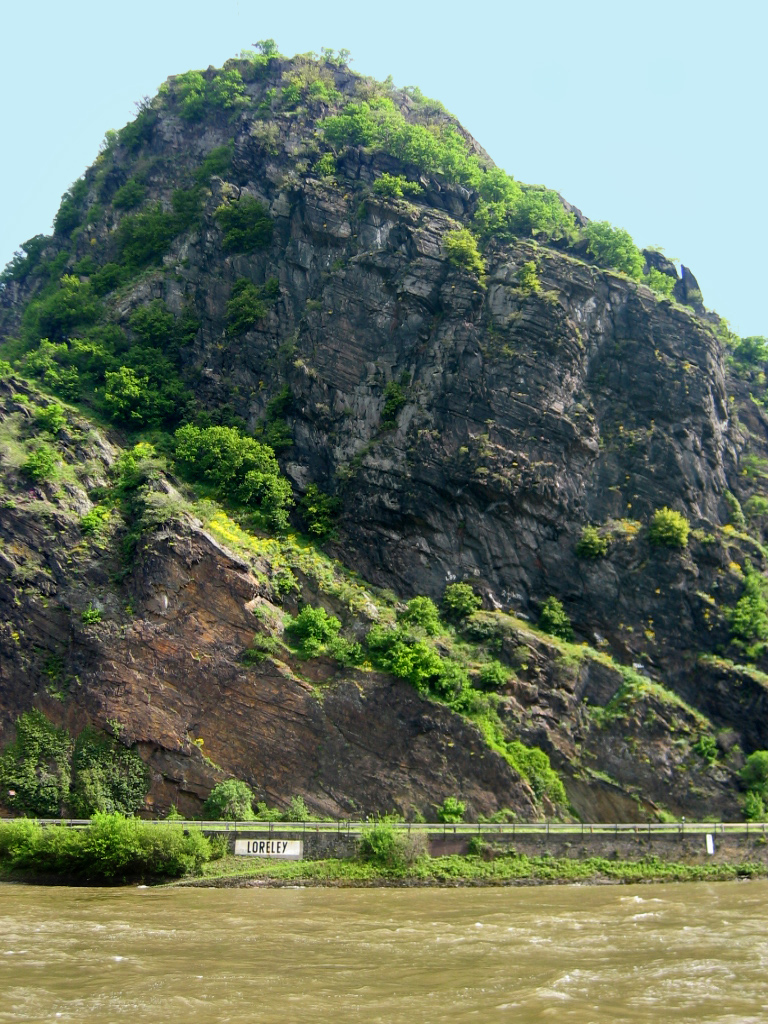
La roccia di Lorelei

Lorelei è una figura leggendaria della Germania.

## La leggenda
Secondo la leggenda, Lorelei era una bellissima ondina del fiume Reno, che attirava a sé gli uomini col suo canto e con il suo aspetto, causando naufragi e sciagure. Un giorno, per vendicare il figlio morto, un nobile inviò i suoi soldati a uccidere la fanciulla, soldati che seppero resistere al suo incanto e che l'avrebbero uccisa, se lei non avesse chiamato suo padre in aiuto: egli mandò un cavallo di schiuma che condusse la ninfa nelle profondità del fiume, da cui ella non fece più ritorno.
Da allora, i marinai non dovettero più temere gli inganni di Lorelei.
La roccia su cui secondo la tradizione appariva Lorelei viene chiamata ancora oggi col suo nome.
Questa figura leggendaria si ritrova spesso nei componimenti dei poeti tedeschi dell'epoca romantica, come ad esempio in Das Lied der Loreley (1827) di Heinrich Heine o in Waldgespräch (1815)  di Joseph Freiherr von Eichendorff. Fu inoltre proprio da questo mito che il compositore Alfredo Catalani trasse ispirazione per la sua opera Loreley.
Nel racconto Annouchka di Ivan Turgenev la protagonista parla della leggenda sulla fata di Lorely mentre chiede se lo scoglio che vede sia il suo visto che la storia è ambientata nei paraggi. Tale leggenda dice che questa fata un tempo «faceva annegar tutti; ma che essendosi innamorata, si precipitò nel Reno».

## Lorelei nei media
Nel terzo episodio del cartone animato giapponese Flo, la piccola Robinson, durante la navigazione dalla Svizzera all'Australia passando per il Reno, i passeggeri dell'imbarcazione avvistano la roccia Lorelei e ne rimangono ammaliati. A rendere ancora più trasognante la scena è il canto di una passeggera che in piedi a poppa del battello intona in bel canto Das Lied von der Loreley di Heinrich Heine (1824). La piccola Flo a questo punto intravede lo spirito della bellissima ondina che pettina i propri lunghi capelli su una roccia.
Lorelei appare nella seconda puntata di Calendar Men, serie anime degli anni 80.
Il gruppo musicale scozzese di rock alternativo Cocteau Twins ha composto un brano dal titolo omonimo, contenuto nel loro terzo album in studio, Treasure, pubblicato nel 1984.
Nel 1989 i Pogues le dedicano una canzone, contenuta nell'album Peace and Love. Anche i Blackmore's Night hanno scritto una canzone intitolata Loreley, pubblicata nell'album Ghost of a Rose e dedicata alla ninfa, e lo stesso hanno fatto i norvegesi Theatre of Tragedy nell'omonima canzone dell'album Aégis.
Nel Nasuverse, universo narrativo di Kinoko Nasu, Lorelei è il nome della vicedirettrice della Torre dell'Orologio ed una delle più temute cacciatrici di Vampiri.
Anche gli Scorpions hanno scritto un brano ispirato alla Lorelei del mito: è il brano Lorelei, la settima traccia del loro 17º album, Sting in the Tail, pubblicato nel 2010. Anche i Tom Tom Club (i Talking Heads senza David Byrne), nel loro album di esordio, pubblicato il 23 giugno 1981 dalle etichette discografiche Sire e Warner Bros., hanno incluso un brano dal titolo Lorelei, ne esiste una versione remix. Ci sono inoltre le canzoni Lorelei degli Styx contenuta nell'album del 1976 Equinox, e Black forest (Lorelei) dei Mercury Rev, contenuta nell'album Secret Migration del 2005.
La cantante sudafricana Heike Laghans, dal 2012 membro dei Draconian, lavora a un progetto chiamato "Lorelei".
Lorelei è un personaggio del Marvel Cinematic Universe, apparso per la prima volta nell'episodio 15 della prima stagione della serie Agents of S.H.I.E.L.D..
La prima superquattro dei giochi pokémon di prima generazione Pokémon Rosso e Blu e Pokémon Giallo e dei remake di terza generazione Pokémon Rosso Fuoco e Verde Foglia si chiama Lorelei.
Il gruppo folkloristico della Valle d'Aosta L'Orage ha inciso un pezzo intitolato A Lorelei ispirato a questa figura leggendaria.
Per il musical Pardon My English (1933) George e Ira Gershwin composero la canzone Lorelei che riprende la leggenda originale e infine anche Paul McCartney nel suo album Flaming Pie (1997), cita il mito di Lorelei nella canzone Beautiful Night. Nell'anime Gekkan shōjo Nozaki-kun, Yuzuki, esperta di canto, viene chiamata "La Lorelei del club di musica".
Nella soundtrack della Visual Novel Umineko no Naku Koro Ni, vi è una traccia dal nome “Loreley”, che si ipotizza tracci un parallelismo tra la figura di Beatrice e la leggendaria ondina.